# Canoagem nos Jogos Pan-Americanos de 1999
As competições de canoagem nos Jogos Pan-Americanos de 1999 foram realizadas em Winnipeg, no Canadá.

## Masculino
| Evento                   | Ouro                             | Prata                                          | Bronze                                                                      |
| ------------------------ | -------------------------------- | ---------------------------------------------- | --------------------------------------------------------------------------- |
| C-1 500 metros detalhes  | Ledys Frank Balceiro Pajón (CUB) | Stephen Giles (CAN)                            | James Terrell (USA)                                                         |
| C-2 500 metros detalhes  | Cuba (CUB)                       | Canada (CAN)                                   | United States of America (USA)                                              |
| C-1 1000 metros detalhes | Stephen Giles (CAN)              | Ledys Frank Balceiro Pajón (CUB)               | José Romero (MEX)                                                           |
| C-2 1000 metros detalhes | Cuba (CUB)                       | Chile (CHI)                                    | Mexico (MEX)                                                                |
| K-1 500 metros detalhes  | Javier Correa (ARG)              | Peter Newton (USA)                             | Carlos Augusto Campos (BRA)                                                 |
| K-2 500 metros detalhes  | United States of America (USA)   | Argentina (ARG)                                | Sebastián Cuattrin Carlos Augusto Campos (BRA)                              |
| K-1 1000 metros detalhes | Javier Correa (ARG)              | Sebastián Cuattrin (BRA)                       | Adrian Richardson (CAN)                                                     |
| K-2 1000 metros detalhes | Argentina (ARG)                  | Sebastián Cuattrin Carlos Augusto Campos (BRA) | Cuba (CUB)                                                                  |
| K-4 1000 metros detalhes | United States of America (USA)   | Cuba (CUB)                                     | Sebastián Cuattrin Carlos Augusto Campos André Lúcio Caye Roger Caumo (BRA) |

### Feminino
| Evento                  | Ouro                 | Prata                          | Bronze                         |
| ----------------------- | -------------------- | ------------------------------ | ------------------------------ |
| K-1 500 metros detalhes | Karen Furneaux (CAN) | Kathryn Colin (USA)            | Mariela Suárez (CUB)           |
| K-2 500 metros detalhes | Canada (CAN)         | United States of America (USA) | Cuba (CUB)                     |
| K-4 500 metros detalhes | Canada (CAN)         | Cuba (CUB)                     | United States of America (USA) |

## Quadro de medalhas
| Posição | Nação              |    |    |    | Total |
| ------- | ------------------ | -- | -- | -- | ----- |
| 1       | CAN Canadá         | 4  | 2  | 1  | 7     |
| 2       | CUB Cuba           | 3  | 3  | 3  | 9     |
| 3       | ARG Argentina      | 3  | 1  | 0  | 4     |
| 4       | USA Estados Unidos | 2  | 3  | 3  | 8     |
| 5       | BRA Brasil         | 0  | 2  | 3  | 5     |
| 6       | CHI Chile          | 0  | 1  | 0  | 1     |
| 7       | MEX México         | 0  | 0  | 2  | 2     |
| Total   | Total              | 12 | 12 | 12 | 36    |